# أندروود-بيترزفيل
أندروود-بيترزفيل (بالإنجليزية: Underwood-Petersville)‏ هي مدينة أمريكية تقع في ولاية ألاباما.تبلغ مساحة هذه المدينة 15.2 (كم²)،ويبلغ عدد سكانها 3247 نسمة حسب إحصاء سنة 2010 م.تشير الإحصاءات بأن الكثافة السكانية في هذه المدينة تقدر بـ(auto) نسمة/كم2.

## التركيبة السكانية
حدّد مكتب تعداد الولايات المتحدة بيانات التركيبة السكانية لأندروود-بيترزفيل في تعداد الولايات المتحدة. في ما يلي، التركيبة السكانية حسب تعدادي 2000 و2010.

### تعداد عام 2000
بلغ عدد سكان أندروود-بيترزفيل 3,137 نسمة بحسب تعداد عام 2000، وبلغ عدد الأسر 1,295 أسرة وعدد العائلات 953 عائلة مقيمة في المنطقة السكنية. في حين سجلت الكثافة السكانية 206.1 نسمة لكل كيلومتر مربع (533.8/ميل2). وبلغ عدد الوحدات السكنية 1,378 وحدة بمتوسط كثافة قدره 90.5 لكل كيلومتر مربع (234.4/ميل2).
وتوزع التركيب العرقي للمنطقة السكنية بنسبة 94.68% من البيض و4.11% من الأمريكيين الأفارقة و0.19% من الأمريكيين الأصليين و0.35% من الأمريكيين ذوي الأصول الآسيوية و0.10% من الأعراق الأخرى و0.57% من عرقين مختلطين أو أكثر و0.54% من الهسبانيون أو اللاتينيون من أي عرق.
بلغ عدد الأسر 1,295 أسرة كانت نسبة 32.7% منها لديها أطفال تحت سن الثامنة عشر تعيش معهم، وبلغت نسبة الأزواج القاطنين مع بعضهم البعض 60.1% من أصل المجموع الكلي للأسر، ونسبة 9.7% من الأسر كان لديها معيلات من الإناث دون وجود شريك، بينما كانت نسبة 3.9% من الأسر لديها معيلون من الذكور دون وجود شريكة وكانت نسبة 26.4% من غير العائلات. تألفت نسبة 23.2% من أصل جميع الأسر من عدة أفراد يعيشون في نفس المنزل ونسبة 9.3% كانت تتألف من شخص يعيش بمفرده يبلغ من العمر 65 عاماً أو أكثر. وبلغ متوسط حجم الأسرة المعيشية 2.42، أما متوسط حجم العائلات فبلغ 2.84.
بلغ العمر الوسطي للسكان 39.6 عاماً. وكانت نسبة 22.2% من القاطنين تحت سن الثامنة عشر، وكانت نسبة 8% بين الثامنة عشر والرابعة والعشرين عاماً، ونسبة 28.2% كانت واقعةً في الفئة العمرية ما بين الخامسة والعشرين والرابعة والأربعين عاماً، ونسبة 25.7% كانت ما بين الخامسة والأربعين والرابعة والستين، ونسبة 15.7% كانت ضمن فئة الخامسة والستين عاماً فما فوق. يوجد لكل 100 أنثى 98.0 ذكر، ويوجد لكل 100 أنثى في الثامنة عشر من عمرها فما فوق 95.6 ذكر.
بلغ متوسط دخل الأسرة في المنطقة السكنية 37,159 دولارًا، أما متوسط دخل العائلة فبلغ 45,212 دولارًا. وكان متوسط دخل الذكور 35,301 دولارًا مقابل 21,129 دولارًا للإناث. وسجل دخل الفرد الخاص بالمنطقة السكنية 17,461 دولارًا. وكانت نسبة 8.4% من العائلات ونسبة 12.2% من السكان تحت خط الفقر، وكان من هؤلاء نسبة 20.6% تحت سن الثامنة عشر ونسبة 9.4% في الخامسة والستين من العمر وما فوق.

### تعداد عام 2010
بلغ عدد سكان أندروود-بيترزفيل 3,247 نسمة بحسب تعداد عام 2010، وبلغ عدد الأسر 1,382 أسرة وعدد العائلات 939 عائلة مقيمة في المنطقة السكنية. في حين سجلت الكثافة السكانية 213.3 نسمة لكل كيلومتر مربع (552.4/ميل2). وبلغ عدد الوحدات السكنية 1,506 وحدة بمتوسط كثافة قدره 98.9 لكل كيلومتر مربع (256.1/ميل2).
وتوزع التركيب العرقي للمنطقة السكنية بنسبة 91.32% من البيض و6.16% من الأمريكيين الأفارقة و0.25% من الأمريكيين الأصليين و0.65% من الأمريكيين ذوي الأصول الآسيوية و0.43% من الأعراق الأخرى و1.20% من عرقين مختلطين أو أكثر و0.95% من الهسبانيون أو اللاتينيون من أي عرق.
بلغ عدد الأسر 1,382 أسرة كانت نسبة 29.2% منها لديها أطفال تحت سن الثامنة عشر تعيش معهم، وبلغت نسبة الأزواج القاطنين مع بعضهم البعض 49.4% من أصل المجموع الكلي للأسر، ونسبة 14.5% من الأسر كان لديها معيلات من الإناث دون وجود شريك، بينما كانت نسبة 4% من الأسر لديها معيلون من الذكور دون وجود شريكة وكانت نسبة 32.1% من غير العائلات. تألفت نسبة 28.4% من أصل جميع الأسر من عدة أفراد يعيشون في نفس المنزل ونسبة 9.9% كانت تتألف من شخص يعيش بمفرده يبلغ من العمر 65 عاماً أو أكثر. وبلغ متوسط حجم الأسرة المعيشية 2.34، أما متوسط حجم العائلات فبلغ 2.86.
بلغ العمر الوسطي للسكان 40.7 عاماً. وكانت نسبة 22% من القاطنين تحت سن الثامنة عشر، وكانت نسبة 9% بين الثامنة عشر والرابعة والعشرين عاماً، ونسبة 25.1% كانت واقعةً في الفئة العمرية ما بين الخامسة والعشرين والرابعة والأربعين عاماً، ونسبة 27.3% كانت ما بين الخامسة والأربعين والرابعة والستين، ونسبة 16.7% كانت ضمن فئة الخامسة والستين عاماً فما فوق. وتوزع التركيب الجنسي للسكان بنسبة 47.6% ذكور و52.4% إناث.